# Michel-Maxime Legault
Michel-Maxime Legault, né le 5 mai 1982 à Salaberry-de-Valleyfield au Suroît, est un acteur, metteur en scène et auteur québécois.

## Biographie
Michel-Maxime Legault naît le 5 mai 1982 à Salaberry-de-Valleyfield. Il grandit dans la région du Suroît où il assiste souvent à des spectacles et des pièces au Théâtre Pont-Château à Coteau-du-Lac et au Théâtre des Cascades à Pointe-des-Cascades. Il est diplômé en jeu du Conservatoire d'art dramatique de Québec et en piano classique de l'École de musique Vincent-d'Indy.
En 2006, il fonde, avec Marie-Claude Giroux, la compagnie Le Théâtre de la Marée Haute, désirant explorer le thème de la faiblesse de l'humain. Il enseigne l'interprétation à l'École de théâtre du cégep de St-Hyacinthe, à l'École Nationale de Théâtre du Canada et à l'École Supérieure de Théâtre de l'UQAM, après avoir enseigné le jeu scénique d'opéra à l'Université Laval et l'Université de Sherbrooke.

## Théâtre

### Mise en scène
- 2023 - Le Roi danse[5], d'Emmanuelle Jimenez, Théâtre Denise-Pelletier
- 2022 - OSMose, Orchestre symphonique de Montréal
- 2022 - Entre ciel et mer, Cirque Éloize
- 2022 - Verdict de Nathalie Roy et Yves Thériault, Les Agents Doubles
- 2022 - Il Trovatore de Verdi, Opéra de Montréal
- 2022 - Unruly sun, Orchestre classique de Montréal
- 2019 - À la recherche d'Elvis de Marcia Kash, Théâtre des Cascades
- 2019 - Cr#%# d'oiseau cave[6] d'Aaron Posner, Théâtre La Licorne
- 2018 - Zaza d’abord!, Théâtre des Cascades
- 2018 - Centre d'achats, Centre du Théâtre d'Aujourd'hui
- 2017 - Les bâtisseurs d'empire ou le Schmurz de Boris Vian[7], Théâtre Denise-Pelletier
- 2017 - Savoir compter de Marianne Dansereau, Centre du Théâtre d'Aujourd'hui
- 2017 - Irène sur Mars de Jean-Philippe Lehoux, La Marée Haute, Centre du Théâtre d'Aujourd'hui
- 2016 - Chinoiseries ou recettes dans le désordre d'Isabelle Hubert, Petit Théâtre du Nord
- 2015 -  Stop the tempo de Gianina Carbunariu, Théâtre de l'Embrasure, Théâtre Prospero
- 2015 - Ce que nous avons fait de Pascal Brullemans, La Marée Haute, Centre du Théâtre d'Aujourd'hui
- 2015 - À la Clémentine de Jim Brochu, Productions Théâtrissimo, Théâtre de la Roche-à-Veillon
- 2014 - Moi et l'Autre de Talia Hallmona, Théâtre Fêlé, Théâtre Aux Écuries
- 2013 -  Quelques livres en trop de Pierre-Yves Lemieux, Productions Théâtrissimo, Théâtre de la Roche-à-Veillon
- 2013 - Comment je suis devenue touriste de Jean-Philippe Lehoux, Les Biches pensives, Théâtre La Licorne
- 2012 -  Les conjoints d'Éric Assous, Productions Jean-Bernard Hébert, Théâtre de Rougemont
- 2012 - Warwick de Jean-Philippe Baril-Guérard, L'Escadron création, Théâtre Denise-Pelletier
- 2012 - Les grosses geishas de Mélissa Dion Des Landes et Amélie Prévost, Les grosses geishas, Mainline Theatre
- 2012 - Le spectateur condamné à mort de Matei Vișniec, Théâtre à petits feux
- 2011 -  Gros Paul d'Anne-Marie Olivier, Moulin à Musique,
- 2011 - Le chemin des passes dangereuses de Michel Marc Bouchard, Théâtre Mimésis, Bain Saint-Michel
- 2011 - Menteur de Brian Drader, Mea Culpa Théâtre, Espace Geordie
- 2010 -  Kick d'Étienne Lepage, La Marée Haute, Théâtre Aux Écuries
- 2009 - Une liaison pornographique de Philippe Blasband, Mea Culpa Théâtre, Espace Geordie
- 2008 -  Top dogs d’Urs Widmer, La Marée Haute, Espace Geordie
- 2007 -  Rhapsodie-Béton de George Michel, La Marée Haute, Espace Geordie
- 2007 - Kvetch de Steven Berkoff, La Marée Haute, Espace Geordie

### Comédien
- 2024 - Michelin[8], de Michel-Maxime Legault, mise en scène de Marie-Thérèse Fortin, La Marée Haute, Théâtre du Trident et Salle Fred-Barry du Théâtre Denise-Pelletier
- 2023-2024 - Et puis par la fenêtre nous pourrons voir les champs[9], de Stéphanie Labbé, mise en scène de Gabrielle Lessard, Les gens d'en bas, Théâtre du Bic et Théâtre La Bordée
- 2022 - Vermine radieuse[10] de Philip Ridley, mise en scène de David Strasbourg, La Marée Haute, Théâtre La Licorne
- 2022 - Michelin de Michel-Maxime Legault, mise en scène de Marie-Thérèse Fortin, Festival du Jamais Lu
- 2017 - Parfois la nuit, je ris tout seul de Jean-Paul Dubois et Mano Solo, La Marée Haute, Théâtre de Quat’Sous
- 2016 - Les Savants, mise en scène de Gabrielle Lessard, Théâtre Aux Écuries
- 2014-2019 - Dans ma maison de papier, j'ai des poèmes sur le feu[4], de Philippe Dorin, mise en scène d'Éric Jean, Les Deux Mondes, Théâtre Aux Écuries
- 2014 - Cock de Mike Bartlett, mise en scène d'Alexandre Goyette, Lift Théâtre, Théâtre La Licorne
- 2013 - Les Jumeaux Vénitiens de Carlo Goldoni, mise en scène de Jacques Rossi, Théâtre LV2
- 2012 - Le Père Noël est une ordure, mise en scène de Benoît Ruel, La Compagnie
- 2011 - Piaf de Pam Gems, mise en scène de Jacques Rossi, Théâtre de Rougemont
- 2009 - Vie et mort du Roi Boiteux de Jean-Pierre Ronfard, mise en scène de Frédéric Dubois, Théâtre des Fonds de tiroirs, Espace Libre
- 2008 - De l'amour et des restes humains de Brad Fraser, mise en scène de Danny Gilmore, Théâtre à Quatre Pattes, Espace Geordie

## Télévision

### Comédien
- 2019 - District 31
- 2017 - Lâcher prise, Le visiteur[4]
- Les Pieds dans la marge
- 2014 - Toute la vérité : Policier St-Jacques[11]
- 2006 - Pure Laine

## Œuvre
- Michelin[12], Éditions du Quartz, 2024.